# Sucháň
Sucháň és un poble i municipi d'Eslovàquia. Es troba a la regió de Banská Bystrica.

## Història
La primera menció escrita de la vila es remunta al 1349.

## Demografia
| Godina             | 1994 | 2004   | 2014   | 2024   |
| ------------------ | ---- | ------ | ------ | ------ |
| Nombre de persones | 303  | 295    | 276    | 259    |
| Diferència         |      | −2,64% | −6,44% | −6,15% |

| Godina             | 2023 | 2024   |
| ------------------ | ---- | ------ |
| Nombre de persones | 265  | 259    |
| Diferència         |      | −2,26% |